# Cala Vinya
La cala Vinya, o cala Pinetell, és una petita platja semiurbana del municipi de Salou (Tarragonès), situada al cap de Salou, entre la Punta Prima i la Punta de Cavall, està encaixada entre roques, que a ponent la separen de la Cala Font. Té una longitud de 34 metres i una amplada mitjana de 72 metres, formada per sorra fina i daurada. Disposa de punt de la Creu Roja, dutxes i lavabos públics, lloguer de para-sols, gandules i equips per a la pràctica d'esports nàutics, quioscos i un bar restaurant a peu de platja. Compta amb el segell ISO 14001, que acredita la seva excel·lent salubritat i qualitat ambiental i turística.
Sobre la platja hi ha l'hotel Cala Vinya, obra de l'arquitecte Antoni Bonet, edifici de 5 plantes, edificat el 1962. Més amunt hi ha els Apartaments Cala Vinya, obra també de Bonet, inclosa a l'Inventari del Patrimoni Arquitectònic de Catalunya.